# Бабин, Сергей Иванович
Сергей Иванович Бабин (20 октября 1913, Завгороднее, Изюмский уезд, Харьковская губерния, Российская империя — 17 сентября 1973, Новотираспольский, Приднестровье) — советский хозяйственный деятель, Герой Социалистического Труда.

## Биография
Родился 3 (16) октября 1913 года в с. Загородное, ныне Балаклейского района Харьковской области. Член ВКП(б) с 1939 года.
В 1930—1941 годы — делопроизводитель народного суда, учитель начальной школы, инспектор, начальник управления в Наркомате земледелия Молдавской АССР, агроном, управляющий отделением совхоза.
В 1941 году окончил Тираспольский институт садоводства и овощеводства.
С 1944 директор плодоовощного совхоза имени Фрунзе Тираспольского района Молдавской ССР. В 1960 году по его инициативе совхоз преобразован в совхоз-техникум (первый в Советском Союзе).
Урожайность винограда составляла 140—160, овощей 320—360 центнеров с гектара (на площадях соответственно 20-75 и 50 га).
Указом Президиума Верховного Совета СССР от 30 апреля 1966 года присвоено звание Героя Социалистического Труда с вручением ордена Ленина и золотой медали «Серп и Молот». Награждён орденами Ленина (15.02.1957), Октябрьской Революции (08.04.1971), «Знак Почёта» (11.10.1949), Большой золотой медалью ВСХВ СССР (1954), Большой золотой медалью ВДНХ СССР (22.02.1950), Золотой медалью ВДНХ СССР (26.10.1970), Малой золотой медалью ВСХВ (30.11.1955), Почётной грамотой ВСХВ СССР (13.05.1958) и дипломом Почёта ВДНХ СССР (17.04.1961).
Кандидат сельскохозяйственных наук (1955), тема диссертации «Пути улучшения возделывания земляники в Южном Приднестровье Молдавской ССР». Разработал агротехнику плодовых и ягодных культур для условий Молдавии.
Избирался депутатом Верховного Совета Молдавской ССР 4-го созыва, Верховного Совета СССР 5-го и 6-го созывов.
Умер 17 сентября 1973 года.

## Сочинения
- Наши сады [Текст] : [Совхоз-техникум им. Фрунзе, Тирасп. района]. — Кишинев : Картя молдовеняскэ, 1963. — 31 с.; 20 см.
- Опыт выращивания земляники в совхозе имени М. В. Фрунзе Тираспольского района [Текст]. — Кишинев : Картя молдовеняскэ, 1960. — 15 с. : ил.; 21 см. — (Б-ка колхозника).
- Из опыта работы совхоза имени М. В. Фрунзе [Текст]. — Москва : Пищепромиздат, 1953. — 80 с. : ил.; 20 см. — (Передовой опыт совхозов Министерства промышленности продовольственных товаров СССР).
- За высокий урожай фруктов [Текст] : Из опыта работы плодоводов Тирасп. совхоза-техникума им. М. В. Фрунзе / С. И. Бабин, канд. с.-х. наук. — Кишинев : Партиздат, 1962. — 39 с. : ил.; 17 см.